# Pont Žeželj
Le Pont Žeželj (en serbe : Žeželjev / Жежељев мост) est un pont bow-string franchissant le Danube à Novi Sad, dans la province de Voïvodine, en Serbie. Le pont original a été construit en 1961 et a été détruit en 1999 lors des bombardements de Novi Sad par l'OTAN. Un nouveau pont parallèle et avec la même structure a été construit et ouvert en 2018.

## Histoire
Le pont original de 377 mètres de longueur était un pont en arc bâti entre 1957 et 1961,. Il reliait les villes de Novi Sad et Petrovaradin. Il servait à la fois de pont routier et de pont ferroviaire.

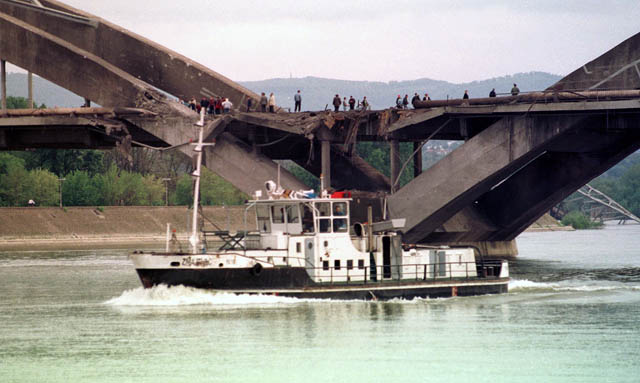
Le pont original bombardé en 1999 (avant sa destruction totale quelques jours plus tard)

Pendant le bombardement de l'OTAN, le pont a été bombardé 12 fois. Le 23 avril 1999 il a été enfin détruit, mettant fin au transport ferroviaire entre Belgrade et Subotica, et également entre la Serbie et la Hongrie. Pendant les bombardements, les trois grands ponts du Danube à Novi Sad (pont Žeželj, pont Varadin et pont de la Liberté) ont été complètement détruits.
En 2000, un pont provisoire avec connexion routière et ferroviaire a été bâti, en attendant la mise en service d'un pont définitif.
En avril 2012, les travaux de construction du nouveau pont au même endroit ont commencé officiellement,. Le nouveau pont est visuellement similaire au pont détruit, à l'exception des arches réalisés en acier et non en béton. Le pont comporte deux arches de tailles différentes, la plus grande mesure 219 mètres de long et 42 mètres de haut et la plus petite 177 mètres de long et 34 de haut.
En octobre 2017, les arches du pont Žeželj sont reliées après cinq ans de construction et 18 ans après la destruction de l'ancien pont. En octobre 2017, le coût des travaux de construction était de 51,71 millions d'euros. En avril 2018, le pont a été achevé et le transport ferroviaire rétabli. Le trafic des véhicules a repris le 1er septembre 2018.